# لیما (اوهایو)
لیما(به انگلیسی: Lima) شهری در ایالت اوهایو کشور ایالات متحده آمریکا است که جمعیت آن در سرشماری سال ۲۰۱۰ میلادی، ۳۸٬۷۷۱ نفر بوده‌است.

## نگارخانه

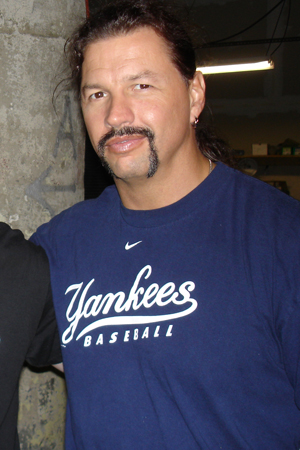
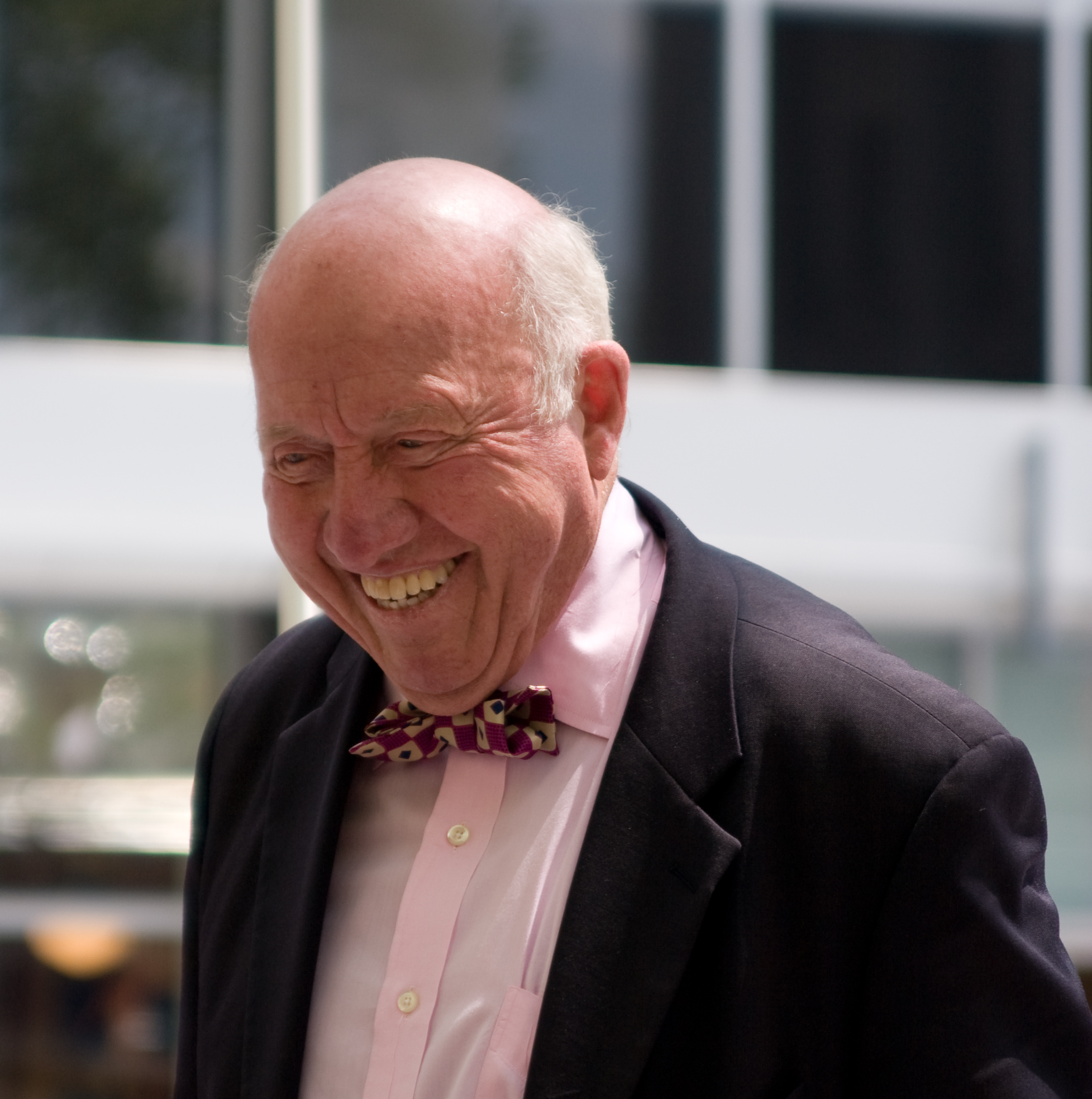
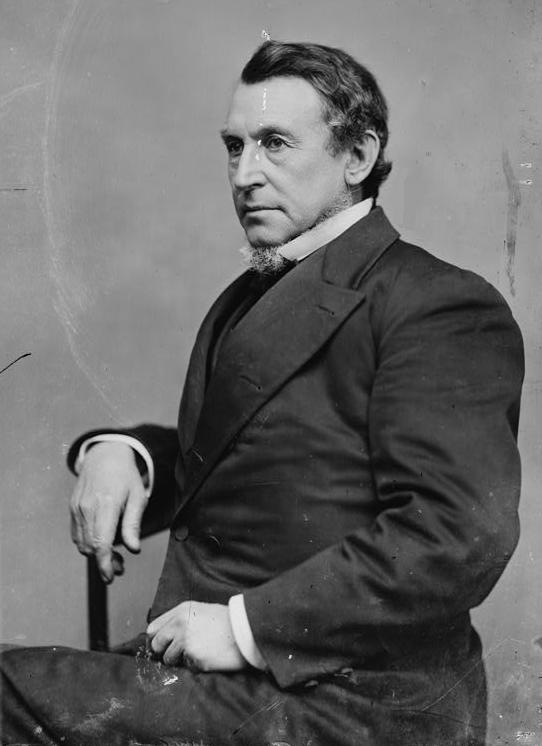
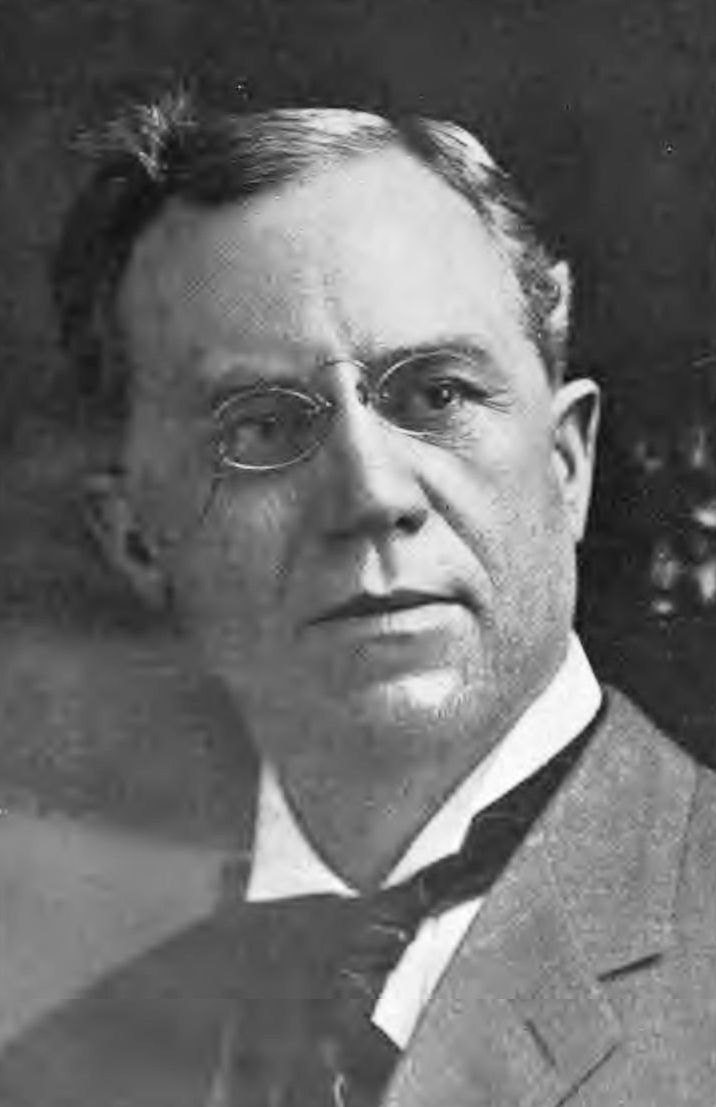
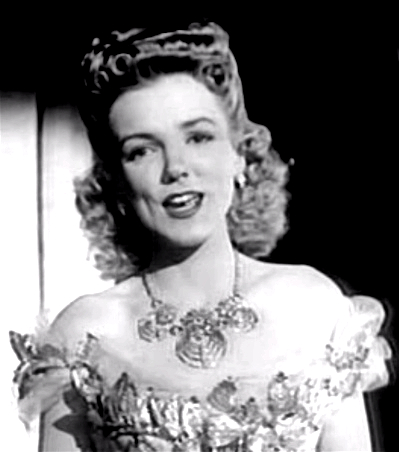
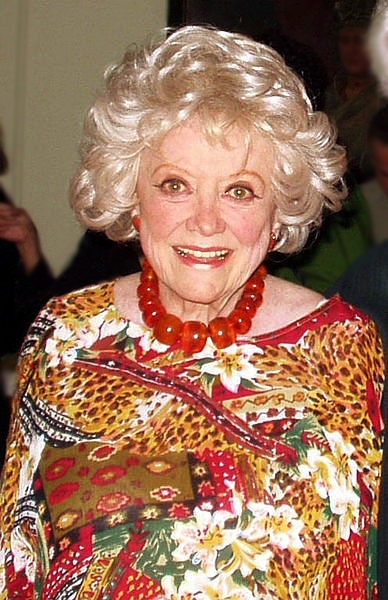
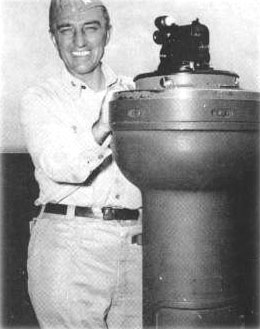